# Thortus ovalis
Thortus ovalis is een keversoort uit de familie harige schimmelkevers (Cryptophagidae). De wetenschappelijke naam van de soort werd in 1893 gepubliceerd door Thomas Broun.